# George Courtauld
Pour les articles homonymes, voir Courtauld.
George Courtauld, né le 24 mai 1802 à Pebmarsh et mort le 17 avril 1861, est un industriel du textile britannique. 

## Biographie
Né à Pebmarsh dans l'Essex, il est le fils cadet de George Courtauld et de Ruth Minton. Son frère aîné est Samuel Courtauld, qui a succédé à leur père en tant qu'associé principal de l'entreprise familiale.
Le 23 avril 1829, à Halstead, il épouse Susanna Sewell (1803-1888) dont il aura cinq enfants :
- George Courtauld (1830-1920), homme politique et juge de paix
- Samuel Augustine Courtauld (22 février 1833-23 septembre 1854)
- Louis Courtauld (2 septembre 1834) épouse Elizabeth Robinson le 2 juillet 1862 à Croydon
- Susanna Ruth Courtauld (4 juin 1838) épouse Lewis Barrett Solly le 2 avril 1864
- Sydney Courtauld (en) (1840-1899)

George Courtauld passe quatre ans aux États-Unis avec son père. Il y retourne en 1818 et réussit à persuader son plus jeune fils de le rejoindre deux ans plus tard. 
En 1824, il rejoint son frère aîné, Samuel, pour travailler dans la manufacture de soie et de crêpe en pleine expansion. Après un apprentissage de quatre ans dans l'entreprise, il gagne sa place au conseil d'administration et en 1828, prend sa place auprès de son frère et d'un associé Peter Taylor (1790-1850). Lors d'une restructuration l'entreprise devient Courtauld, Taylor et Courtauld. George Courtauld continue à travailler pour l'entreprise familiale jusqu'à la fin de sa vie.
George et Susanna Courtauld ont tous deux été enterrés à Gosfield où sont également inhumés de nombreux autres membres de la famille Courtauld.